# 林肯縣 (內華達州)
林肯縣（英語：Lincoln County）是美国内华达州東南部的一個縣，東鄰犹他州，東南鄰亞利桑那州。林肯縣面積為27,549平方公里，是州中面積第三大縣份，亦是美國面積第七大縣份。根據2020年美國人口普查，林肯縣共有人口4,499人。縣治皮奧奇。

## 歷史
林肯縣成立於1866年2月26日。縣名紀念第十六任美国总统亚伯拉罕·林肯。此縣原本計劃名為「斯圖爾特縣」，以紀念威廉·M·斯圖爾特。但後來，縣名改稱林肯縣。克里斯特爾春天是縣份的首個縣治。1867年，喜高取代克里斯特爾斯普林斯成為縣治。1871年，縣治遷至現址，即皮奧奇。
拉斯維加斯原本位於林肯縣內，但克拉克縣於1908年7月1日獨立自林肯縣，並連帶拉斯維加斯割離林肯縣。
51区位於林肯縣內，而51区的周邊保安工作則由林肯縣政府負責。

## 地理

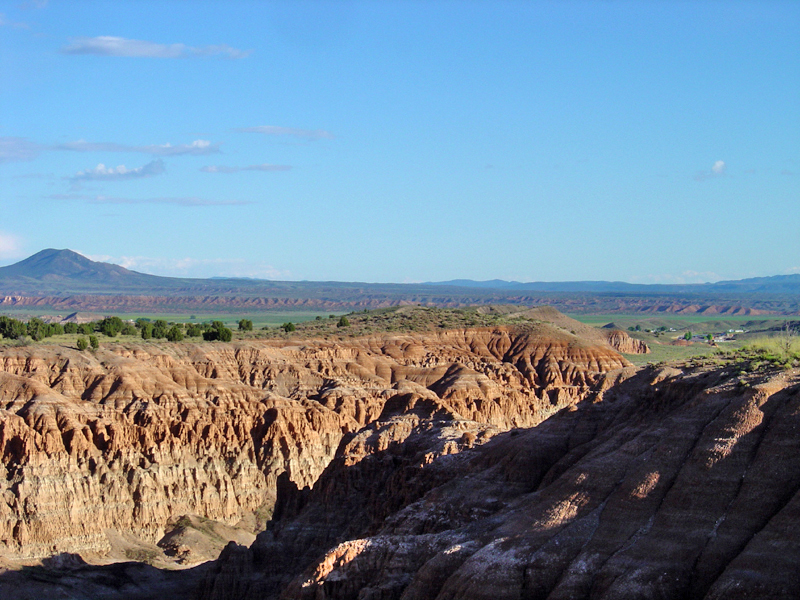
位於林肯縣的大教堂峽谷

根據2000年人口普查，林肯縣的面積為10,637平方英里（27,550平方），其中有10,634平方英里（27,540平方），即99.97%為陸地；3平方英里（7.8平方），即0.03%為水域。。林肯縣是州中面積第三大縣份，亦是美國面積第七大縣份。

### 毗鄰縣
- 内华达州 白松縣：北方
- 內華達州 奈縣：西方
- 內華達州 克拉克縣：南方
- 亞利桑那州 莫哈維縣：東南方
- 犹他州 華盛頓縣：東方
- 猶他州 艾昂縣：東方
- 猶他州 比佛縣：東方
- 猶他州 米勒德縣：東北方

### 國家保護區
- 沙漠國家野生動物保護區（英语：Desert National Wildlife Refuge）（部份）
- 洪堡國家森林公園（部份）
- 帕拉納加特國家野生動物保護區（英语：Pahranagat National Wildlife Refuge）

## 人口
| 调查年            | 人口  | 备注 | %±     |
| ----------------- | ----- | ---- | ------ |
| 1870              | 2,985 |      | —      |
| 1880              | 2,637 |      | −11.7% |
| 1890              | 2,466 |      | −6.5%  |
| 1900              | 3,284 |      | 33.2%  |
| 1910              | 3,489 |      | 6.2%   |
| 1920              | 2,287 |      | −34.5% |
| 1930              | 3,601 |      | 57.5%  |
| 1940              | 4,130 |      | 14.7%  |
| 1950              | 3,837 |      | −7.1%  |
| 1960              | 2,431 |      | −36.6% |
| 1970              | 2,557 |      | 5.2%   |
| 1980              | 3,732 |      | 46.0%  |
| 1990              | 3,775 |      | 1.2%   |
| 2000              | 4,165 |      | 10.3%  |
| 2010              | 5,345 |      | 28.3%  |
| [ 7 ] [ 8 ] [ 9 ] |       |      |        |

根據2000年人口普查，林肯縣擁有4,165居民、1,540住戶和1,010家庭。。其人口密度為每平方英里0.5居民（每平方公里0.19居民）。林肯縣的人口是由91.50%白人、1.78%黑人、1.75%土著、0.34%亞洲人、0.02%太平洋岛民、1.92%其他種族和1.43%混血构成。而西班牙裔或拉丁美洲人佔了人口5.31%。在林肯縣的居民中，有21%為英國人、18%為德國人、11%為愛爾蘭人、4%為墨西哥人以及4%為意大利人。
在1,540住户中，有29.00%擁有一個或以上的兒童（18歲以下）、56.20%為夫妻、7.90%為單親家庭、而有34.40%為非家庭。其中31.30%住户為獨居，16.10%為同居長者。平均每戶有2.48人，而平均每個家庭則有3.15人。在4,165居民中，有30.10%為18歲以下、6.00%為18至24歲、21.90%為25至44歲、25.90%為45至64歲以及16.20%為65歲以上。人口的年齡中位數為39歲，每100個女性就有107.90個男性。而每100個成年女性（18歲以上）就有108.20個成年男性。
林肯縣的住戶收入中位數為$31,979，而家庭收入中位數則為$45,588。男性的收入中位數為$40,048，而女性的收入中位數則為$23,571。林肯縣的人均收入為$17,326。約11.50%家庭和16.50% 人口在貧窮線以下。